# Munot
O Munot é uma fortificação circular do século XVI no centro da cidade suíça de Schaffhausen. Está rodeada de vinhas e é o símbolo da cidade. A fortaleza em forma de anel foi construída no século XVI. Hoje, é um ponto turístico e é local de realização de diversos eventos.

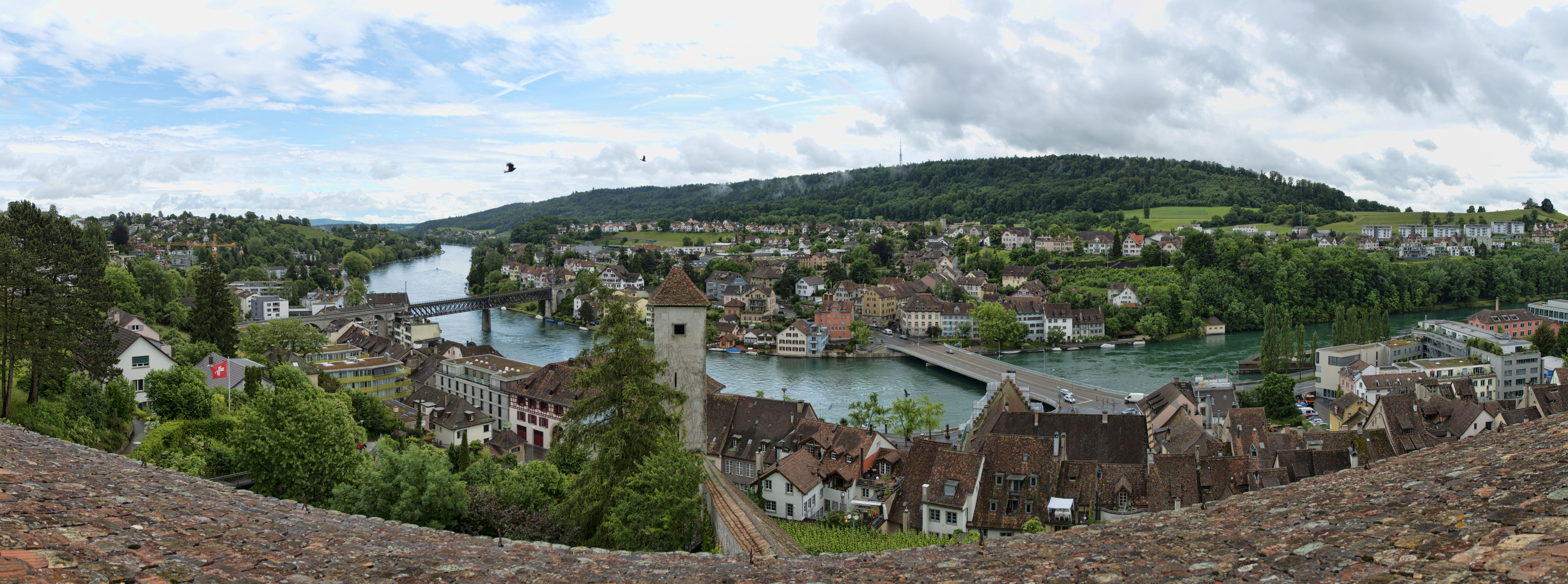
Panorama de Schaffhausen do Munot